# امیرحصار (صندوق‌لی)
امیرحصار (به ترکی استانبولی: Emirhisar) یک منطقهٔ مسکونی در ترکیه است که در صندوق‌لی واقع شده‌است.